# ロブ・コードリー
ロブ・コードリー（Rob Corddry,  1971年2月4日 - ）は、アメリカ合衆国のコメディアン、俳優である。

## 来歴
映画・テレビで活躍するコードリーは、1971年にマサチューセッツ州・ウェイマウスに生まれる。父親は州の港湾管理委員会に所属していた。弟のナイト・コードリーも現在俳優として活躍中。地元ウェイマウスの高校を卒業した後に、マサチューセッツ大学アマースト校へ進学。在学中はジャーナリズムを専攻していたが、2日で変更。変更後は英語の専攻になるが、一年後に演劇へ変更した。在学中に様々な演目で舞台に上がり、演劇を学んでいった。
1994年にニューヨークへ渡り、メトロポリタン美術館で警備員として働いたこともある。ニューヨークではナショナル・シェイクスピア・カンパニーやUpright Citizens Brigade Theatreなどに参加。ほどなくして即興コメディ集団に参加したことからコメディセンスを活かして活躍。ケーブルチャンネルのコメディ・セントラルにおける番組にも1998年から2000年までの2年間出演した。2002年からは同チャンネルで放送されている政治風刺番組の『ザ・デイリー・ショー』のオーディションを受けて合格したことから、レギュラーとしての出演を果たした。この番組には弟のネッドも2004年から出演している。
2003年にはウィル・フェレル、ルーク・ウィルソン出演のコメディ『アダルト♂スクール』で映画デビュー。その後もコメディ映画を中心にキャリアを重ねていき、2007年にはベン・スティラー主演の『ライラにお手あげ』で、スティラー演じる主人公の友人を演じるなど、徐々に役柄も大きくなっていった。現在もコンスタントに映画、テレビの出演を続けているほか、2010年から2011年まではアメリカの有名ホテルホリデイ・インのコマーシャルにも出演した。またケーブルテレビのヒストリーチャンネルでナレーターを務めるなど、その活躍の場を様々に広げている。

## フィルモグラフィー

### 映画
| 公開年 | 邦題 原題                                                               | 役名                       | 備考          |
| ------ | ----------------------------------------------------------------------- | -------------------------- | ------------- |
| 2003   | アダルト♂スクール Old School                                            | ウォレン                   |               |
| 2006   | エアポート・アドベンチャー クリスマス大作戦 Unaccompanied Minors        | サム・ダヴェンポート       |               |
| 2006   | 恋するレシピ 〜理想のオトコの作り方〜 Failure to Launch                 | 銃の販売員                 |               |
| 2006   | アーサーとミニモイの不思議な国 Arthur and the Invisibles                | セイデス                   | 声の出演      |
| 2007   | 幸せになるための10のバイブル The Ten                                    | デュアン・ローゼンブラム   |               |
| 2007   | ライラにお手あげ The Heartbreak Kid                                     | マック                     |               |
| 2007   | チャックとラリー おかしな偽装結婚!? I Now Pronounce You Chuck and Larry | ジム                       |               |
| 2007   | 俺たちフィギュアスケーター Blades of Glory                              | ブライス                   |               |
| 2008   | ベガスの恋に勝つルール What Happens in Vegas                            | ジェフ・"ヘイター"・ルイス |               |
| 2008   | ブッシュ W.                                                             | アリ・フライシャー         |               |
| 2008   | 俺たちダンクシューター Semi-Pro                                         | カイル                     |               |
| 2009   | ハートボール The Winning Season                                         | テリー                     |               |
| 2009   | カジノをぶっつぶせ! -僕と彼女のド田舎生活- Taking Chances               | フィッシュバック           |               |
| 2010   | オフロでGO!!!!! タイムマシンはジェット式 Hot Tub Time Machine           | ルー・ドルチェン           |               |
| 2010   | 極秘指令 ドッグ×ドッグ Operation: Endgame                               | チャリオット               |               |
| 2011   | バッドトリップ! 消えたNO.1セールスマンと史上最悪の代理出張 Cedar Rapids | ゲイリー                   |               |
| 2011   | カワイイ私の作り方 全米バター細工選手権! Butter                         | イーサン・エメット         |               |
| 2012   | エンド・オブ・ザ・ワールド Seeking a Friend for the End of the World    | ウォレン                   |               |
| 2013   | スペースガーディアン Escape from Planet Earth                           | ゲイリー・スーパーノヴァ   | 声の出演      |
| 2013   | ウォーム・ボディーズ Warm Bodies                                        | M / マーカス               |               |
| 2013   | 私にだってなれる! 夢のナレーター単願希望 In a World...                  | モー                       |               |
| 2013   | ペイン&ゲイン 史上最低の一攫千金 Pain & Gain                            | ジョン・ミーシー           |               |
| 2013   | エンド・オブ・ザ・アース Rapture-Palooza                                | ミスター・ハウス           |               |
| 2013   | ヘル・ベイビー Hell Baby                                                | ジャック                   |               |
| 2013   | プールサイド・デイズ The Way, Way Back                                  | キップ                     |               |
| 2014   | ザ・マペッツ2/ワールド・ツアー Muppets Most Wanted                      | AD                         | カメオ出演    |
| 2014   | SEXテープ Sex Tape                                                      | ロビー                     |               |
| 2015   | オフロでGO!!!!! タイムマシンはジェット式2 Hot Tub Time Machine 2        | ルー・ドルチェン           |               |
| 2016   | クレイジー・パーティー Office Christmas Party                           | ジェレミー                 |               |
| 2017   | ラテン・ジゴロになる方法 How to Be a Latin Lover                        | クインシー                 |               |
| 2017   | 美しい湖の底 Shimmer Lake                                               | カート・ビルトモア         | Netflixで配信 |
| 2017   | ふたりのトランジット The Layover                                        | スタン・モス校長           | Netflixで配信 |

### テレビ
| 放映年      | 邦題 原題                                            | 役名                     | 備考                                            |
| ----------- | ---------------------------------------------------- | ------------------------ | ----------------------------------------------- |
| 2002 - 2006 | ザ・デイリー・ショー The Daily Show                  | 特派員                   | 249エピソード                                   |
| 2005 - 2017 | アメリカン・ダッド American Dad!                     | セラピスト他             | 声の出演 3エピソード                            |
| 2006        | ラリーのミッドライフ★クライシス Curb Your Enthusiasm | リック・レフコウィッツ   | シーズン5 第7話 "The Seder"                     |
| 2006        | アレステッド・ディベロプメント Arrested Development  | モーゼス・テイラー       | 2エピソード                                     |
| 2007        | マッドTV! MADtv                                      | ジョニー                 | シーズン12 エピソード16                         |
| 2008 -      | チルドレンズホスピタル Childrens Hospital            | ブレイク・ダウンズ       | 原案, 監督, 製作総指揮, 脚本                    |
| 2009        | ロー&オーダー Law & Order                            | ジム・リアリー           | シーズン20 第6話 "人肉検索"                     |
| 2010 - 2014 | コミ・カレ!! Community                               | アラン・コナー           | 3エピソード                                     |
| 2012        | ファミリー・ガイ Family Guy                          | ベン・ジェニングス       | 声の出演 シーズン10 第12話 "Livin' on a Prayer" |
| 2012 - 2013 | Ben & Kate Ben and Kate                              | バディ                   | 3エピソード                                     |
| 2013        | バーニング・ラブ Burning Love                        | ロレンゾ・ブリムパーソン | シーズン2 第3話 "Puppet Show"                   |
| 2014        | Hawaii Five-0                                        | トニー・ギブソン         | シーズン4 第18話 "悲しい再会"                   |
| 2015 -      | Ballers/ボウラーズ Ballers                           | ジョー・クルテル         |                                                 |

### ビデオゲーム
| 発売年 | 邦題 原題          | 役名           | 備考     |
| ------ | ------------------ | -------------- | -------- |
| 2010   | Fallout: New Vegas | ビリー・ナイト | 声の出演 |